# Carmen McRae
Carmen Mercedes McRae (Nova Iorque, 8 de abril de 1922 – Beverly Hills, 10 de novembro de 1994) foi uma cantora de jazz americana. Ela é considerada uma das vocalistas de jazz mais influentes do século XX e é lembrada por seu fraseado por trás do ritmo e interpretação irônica das letras. McRae foi inspirada por Billie Holiday, mas ela estabeleceu sua própria voz. Ela gravou mais de sessenta álbuns e se apresentou em todo o mundo.

## Infância e educação
McRae nasceu em Harlem, Nova York, Estados Unidos. Seu pai, Osmond, e sua mãe, Evadne McRae, eram imigrantes da Jamaica. Ela começou a estudar piano aos oito anos, e a música de grandes nomes do jazz, como Louis Armstrong e Duke Ellington, encheu sua casa. Quando ela tinha 17 anos, conheceu a cantora Billie Holiday. Quando adolescente, McRae chamou a atenção de Teddy Wilson e sua esposa, a compositora Irene Kitchings. Uma das primeiras músicas de McRae, "Dream of Life", foi gravada, por sua influência, em 1939 pela colaboradora de longa data de Wilson, Billie Holiday. McRae considerou Holiday a sua principal influência. Ela foi uma democrata ativa por toda a vida.

## Início de carreira
No final da adolescência e vinte e poucos anos, McRae tocava piano em um clube da cidade de Nova York chamado Minton's Playhouse, o clube de jazz mais famoso do Harlem, cantava como coro e trabalhava como secretária. Foi na Minton's onde conheceu o trompetista Dizzy Gillespie, o baixista Oscar Pettiford e o baterista Kenny Clarke, teve seu primeiro trabalho importante como pianista na grande banda de Benny Carter (1944), trabalhou com Count Basie (1944) e sob o nome "Carmen Clarke"(tendo sido casada com Kenny Clarke)  fez sua primeira gravação como pianista na Mercer Ellington Band (1946-1947). Mas foi enquanto trabalhava no Brooklyn que ela chamou a atenção de Milt Gabler da Decca. Sua associação de cinco anos com a Decca produziu 12 LPs.

## Interlúdio em Chicago
Em 1948, ela se mudou para Chicago com o comediante e imitador George Kirby, por quem se apaixonou. No final do relacionamento, ela trabalhou como pianista e cantora no Archway Lounge. Tocou piano constantemente por quase quatro anos em vários clubes de Chicago antes de retornar a Nova York em 1952. Em Chicago, ela desenvolveu seu próprio estilo. Aqueles anos em Chicago, McRae disse ao Jazz Forum, "me deram o que tenho agora. Essa é a educação mais importante que eu já tive".

## Retorno a Nova York
De volta a Nova York no início dos anos 50, McRae conseguiu o contrato de gravação que lançou sua carreira. Ela foi eleita a melhor nova vocalista feminina de 1954 pela revista DownBeat. MacRae se casou duas vezes: com o baterista Kenny Clarke de 1944 a 1956, apesar de terem se separado em 1948; e ao baixista Ike Isaacs no final dos anos 50. Ambos os casamentos terminaram em divórcio.
Entre seus projetos de gravação mais interessantes estavam Mad About The Man (1957) com o compositor Noël Coward, Boy Meets Girl (1957) com Sammy Davis Jr., participando de The Real Ambassadors (1961) de Dave Brubeck com Louis Armstrong, um Álbum tributo Ÿou're Lookin'at Me (uma coleção de músicas de Nat King Cole) (1983), gravando um álbum de duetos ao vivo com Betty Carter, The Carmen McRae-Betty Carter Duets (1987), sendo acompanhada por Dave Brubeck e George Shearing e encerrando sua carreira com homenagens a Thelonious Monk, Carmen Sings Monk (1990) e Sarah Vaughan, Sarah: Dedicated to You (1991).
Como resultado de sua amizade precoce com Billie Holiday, ela nunca se apresentou sem cantar pelo menos uma música associada a "Lady Day" e gravou um álbum em 1983 em sua homenagem intitulado For Lady Day, lançado em 1995, com músicas incluindo "Good Morning Heartache", "Them There Eyes", "Lover Man", "God Bless the Child" e "Don't Explain". McRae também gravou com alguns dos melhores músicos de jazz do mundo em álbuns como Take Five Live (1961) com Dave Brubeck, Two for the Road (1980) com George Shearing e com Cal Tjader. Os dois últimos álbuns fizeram parte de um notável relacionamento de oito anos com o Concord Jazz.

## Apresentações
McRae cantou em clubes de jazz pelos Estados Unidos — e em todo o mundo — por mais de cinquenta anos. Ela foi uma artista popular no Monterey Jazz Festival (1961-1963, 1966, 1971, 1973, 1982), tocando com a orquestra de Duke Ellington no North Sea Jazz Festival em 1980, cantando "Don't Get Around Much Anymore", e no Montreux Jazz Festival em 1989. Ela deixou Nova York mudando-se para o sul da Califórnia no final dos anos 1960, mas aparecia regularmente em Nova York, geralmente no Blue Note, onde realizava duas apresentações por ano durante a maior parte dos anos 1980. Em maio e junho de 1988, ela colaborou com Harry Connick Jr. na música "Please Don't Talk About Me When I'm Gone" (S. Clare & S. Stept) na cidade de Nova York nos RCA Studios, para o álbum de estreia de Connick, 20. Ela retirou-se da apresentação pública em maio de 1991, após um episódio de insuficiência respiratória apenas algumas horas depois de estabelecer um acordo no clube de jazz Blue Note em Nova York.

## Morte
Em 10 de novembro de 1994, McRae morreu em sua casa em Beverly Hills, Califórnia, aos 72 anos. Ela entrara em semi-coma quatro dias antes, um mês depois de ser hospitalizada por um derrame.
Em 25 de junho de 2019, a The New York Times Magazine listou Carmen McRae entre centenas de artistas cujo material foi destruído no incêndio da Universal em 2008.

## Prêmios
| Reconhecimentos no Grammy de Carmen McRae |                                              |                                                          |                           |           |
| Ano                                       | Categoria                                    | Título                                                   | Rótulo                    | Resultado |
| 1971                                      | Melhor Performance de Jazz - Solista         | Carmen McRae                                             | Atlantic                  | Indicada  |
| 1977                                      | Melhor Performance Vocal Jazz                | At the Great American Music Hall                         | Blue Note                 | Indicada  |
| 1984                                      | Melhor Performance Vocal Jazz                | You're Lookin'at Me (A Colletion of Nat King Cole Songs) | Concord Jazz              | Indicada  |
| 1987                                      | Melhor Performance Vocal de Jazz - Feminino  | Any Old Time                                             | Denon                     | Indicada  |
| 1988                                      | Melhor Performance Vocal Jazz - Duo ou Grupo | The Carmen McRae-Betty Carter Duets                      | Great American Music Hall | Indicada  |
| 1988                                      | Melhor Performance Vocal de Jazz - Feminino  | Fine and Mellow                                          | Concord Jazz              | Indicada  |
| 1990                                      | Melhor Performance Vocal de Jazz - Feminino  | Carmen Sings Monk                                        | Novus                     | Indicada  |

| Carmen McRae Awards |                                 |                    |           |
| Ano                 | Organização                     | Categoria          | Resultado |
| 1993                | NAACP                           | NAACP Image Awards | Venceu    |
| 1994                | National Endowment for the Arts | NEA Jazz Masters   | Venceu    |

## Discografia
- A Foggy Day with Carmen McCrae (Stardust, 1953)
- Torchy (Decca, 1955)
- Carmen McRae (Belém, 1955)
- Blue Moon (Decca, 1956)
- By Special Request (Decca, 1956)
- After Glow (Decca, 1957)
- Boy Meets Girl com Sammy Davis Jr. (Decca, 1957)
- My Foolish Heart (Vocalion, 1958)
- Carmen for Cool Ones (Decca, 1958)
- Mad About the Man (Decca, 1958)
- Birds of a Feather (Decca, 1958)
- When You're Away (Kapp, 1959)
- Porgy e Bess com Sammy Davis Jr. (Decca, 1959)
- Book of Ballads (Kapp, 1959)
- Performing Music from the Subterraneans com Gerry Mulligan, Andre Previn (MGM, 1960)
- Something to Swing About (Kapp, 1960)
- Play Dave Brubeck's Points On Jazz com Gold and Fizdale (Columbia, 1961)
- Tonight Only! com Dave Brubeck (Columbia, 1961)
- Carmen McRae at the Flamingo Jazz Club (Ember, 1961)
- Take Five Live com Dave Brubeck (Columbia, 1962)
- The Real Ambassadors (Columbia Masterworks 1962)
- Carmen McRae sings Lover Man  other Billie Holiday Classics (Columbia, 1962)
- Something Wonderful (Columbia, 1963)
- Live at Sugar Hill San Francisco (Time, 1963)
- Bittersweet (Focus, 1964)
- Second to None (Mainstream, 1964)
- Haven't We Met? (Mainstream, 1965)
- Woman Talk (Mainstream, 1966)
- Alfie (Mainstream, 1966)
- For Once in My Life (Atlantic, 1967)
- The Sound of Silence (Atlantic, 1968)
- Live & Wailing (Mainstream, 1968)
- Portrait of Camen (Atlantic, 1968)
- Just a Little Lovin' (Atlantic, 1970)
- Carmen McRae (Mainstream, 1971)
- Carmen's Gold (Mainstream, 1971)
- The Great American Songbook (Atlântico, 1972)
- Carmen (Temponic, 1972)
- Alive! (Mainstream, 1973)
- It Takes a Whole Lot of Human Feeling (Groove Merchant, 1973)
- As Time Goes By / Carmen McRae Alone / Live at the Dug (Victor, 1974)
- Ms. Jazz (Groove Merchant, 1974)
- Live and Doin 'It (mainstream, 1974)
- I Am Music (Blue Note, 1975)
- Live at Century Plaza (Atlantic, 1975)
- November Girl com Kenny Clarke Francy Boland Big Band (Black Lion, 1975)
- Can't Hide Love (Blue Note, 1976)
- At The Great American Music Hall (Blue Note, 1977)
- Ronnie Scott's Presents Carmen McRae Live (Pye, 1977)
- Jazz Gala 79 (Personal Choice, 1979)
- Two for the Road com George Shearing (Concord Jazz, 1980)
- I'm Coming Home Again ( Buddha, 1980)
- Recorded Live at Bubba's (Who's Who in Jazz, 1981)
- Ms. Magic (Accord, 1982)
- Heat Wave com Cal Tjader (Concord Jazz, 1982)
- Love Songs (Accord, 1982)
- I Hear Music com Chris Connor (Affinity, 1983)
- You're Lookin'At Me (A Collection of Nat King Cole Songs) (Concord Jazz, 1984)
- Any Old Time (Denon, 1986)
- Ms. Magic (Del Rack, 1986)
- Live at the Great American Hall San Francisco com Betty Carter (Great American Music Hall, 1987)
- The Carmen McRae-Betty Carter Duets ( Great American Music Hall, 1988)
- Fine and Mellow: Live at Birdland West (Concord Jazz, 1988)
- Carmen Sings Monk (Novus, 1990)
- Sarah: Dedicated to You (Novus, 1991)
- For Lady Day Volume 1 (Novus, 1995)
- Para Lady Day Volume 2 (Novus, 1995)
- Dream of Life (Qwest, 1998)
- Ella Fitzgerald and Billie Holiday at Newport ( Verve, 2001)
- Live at Midem com Thad Jones (TKO Magnum, 2000)
- At Ratso's Volume 1 (Hitchcock Media, 2002)
- At Ratso's Volume 2 (Hitchcock Media, 2002)
- I'm Coming Home Again (Essential Media 2008)

### Filmografia

#### Filmes
- 1955: The Square Jungle - A própria[13]
- 1960: The Subterraneans - A própria[14]
- 1967: Hotel
- 1986: Jo Jo Dancer, Your Life is Calling

#### Televisão
- 1976: Soul
- 1976: Sammy and Company
- 1979: Carmen McRae in Concert
- 1979: Roots: The Next Generations
- 1980: From Jumpstreet
- 1981: At the Palace
- 1981: Billie Holiday. A Tribute
- 1982: L.A. Jazz